# Friedrich-Alexander-Universität Erlangen-Nürnberg

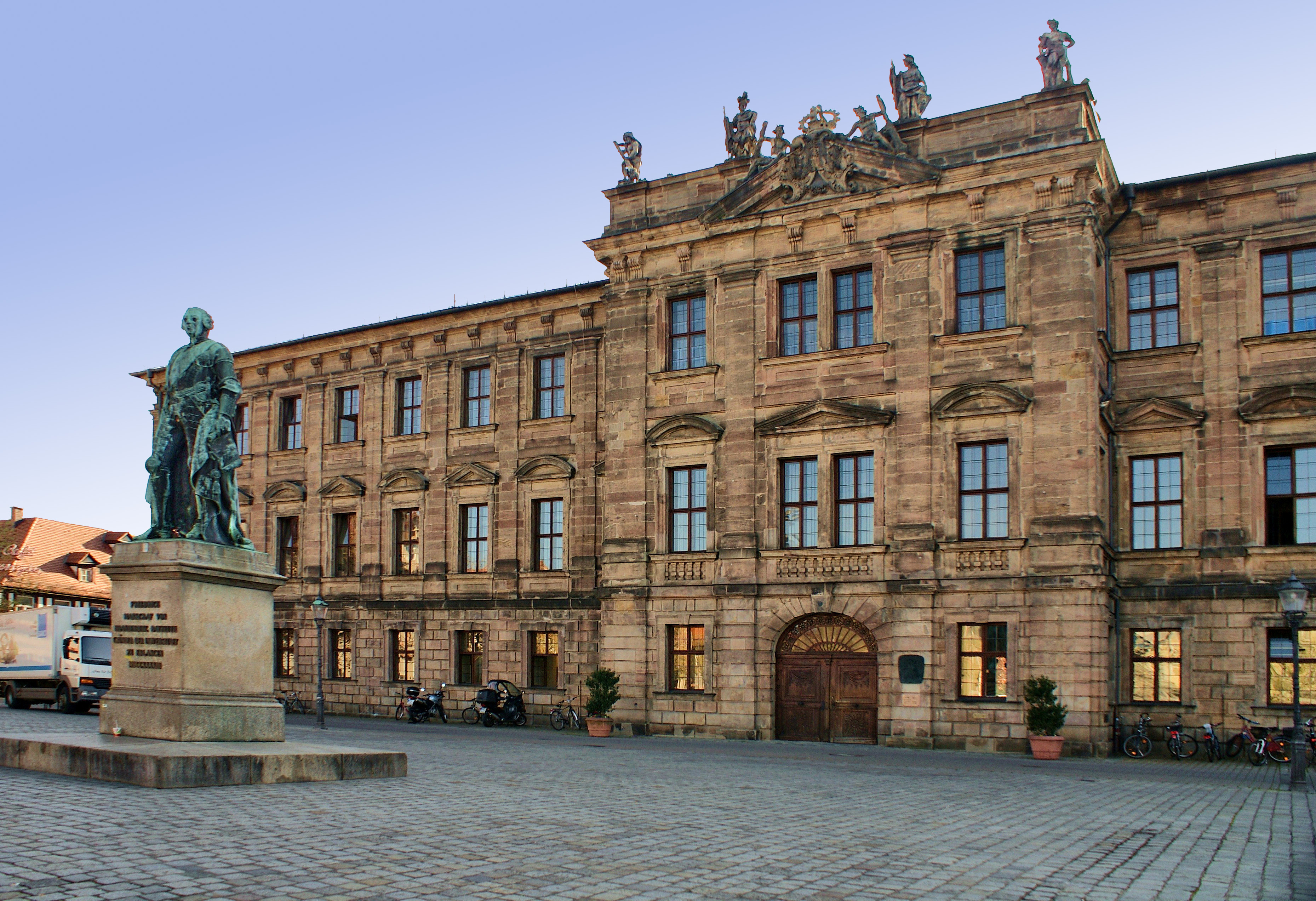
Universitetets administration är idag inrymd i Erlangens slott. I förgrunden statyn av grundaren Fredrik III av Brandenburg-Bayreuth.

Friedrich-Alexander-Universität Erlangen-Nürnberg, förkortat FAU, grundades 1742 och har sitt huvudsäte i Erlangen. Universitetet har sedan 1961 även ett campus i Nürnberg, där omkring en tredjedel av studenterna studerar. Lärosätet har omkring 38 000 studenter och är därmed Bayerns tredje största statliga universitet och ligger omkring plats tio bland tyska högskolor och universitet storleksmässigt.
Universitetet har första delen i sitt namn efter markgreve Fredrik III av Brandenburg-Bayreuth som lät grunda universitetet i Bayreuth 1742. Redan följande år förlades universitetet till Erlangen, där idag dess huvudcampus ligger. Fredrik III:s släkting markgreve Alexander av Brandenburg-Ansbach-Bayreuth blev senare en stor gynnare av universitetet och universitet bär därför idag båda markgrevarnas namn.

## Alumni
- Robert Kurz
- Ludwig Andreas Feuerbach
- Karl von Hegel
- Hans Geiger
- Albrecht Wilhelm Roth